# Pietro Ingrao

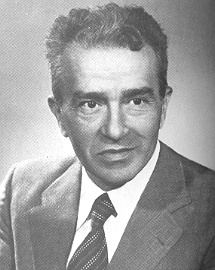
Pietro Ingrao

Pietro Ingrao (* 30. März 1915 in Lenola; † 27. September 2015 in Rom) war ein italienischer Journalist und Politiker. Ingrao gehörte zu den einflussreichsten Personen der Kommunistischen Partei Italiens (KPI). Er war von 1948 bis 1992 ununterbrochen Mitglied der italienischen Abgeordnetenkammer (zehn Legislaturperioden) und von 1976 bis 1979 deren Präsident.

## Werdegang

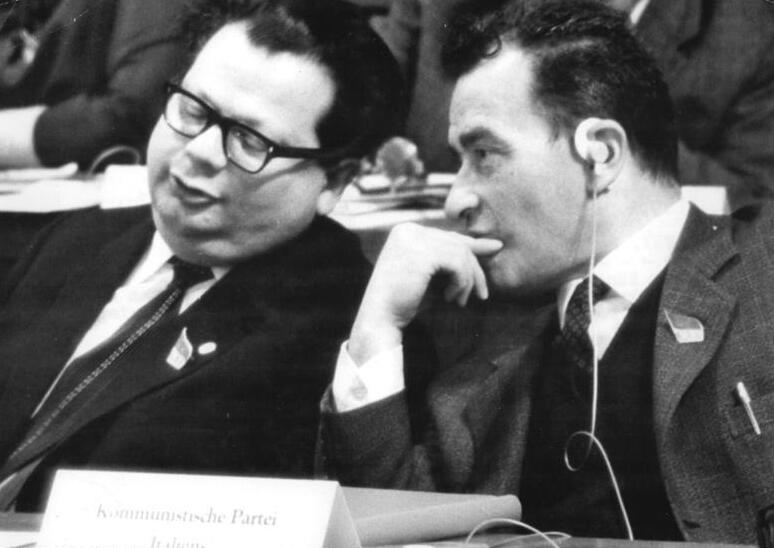
Ingrao (rechts) mit Hermann Axen auf dem VII. Parteitag der SED 1967

Nach seinem Studium der Rechtswissenschaften, Literatur und Philosophie beteiligte Ingrao sich 1939 an antifaschistischen Aktivitäten an der Universität Rom und trat 1940 in die KPI ein. Sein politisches Schlüsselerlebnis war der spanische Bürgerkrieg, an dem er nicht teilnahm. Ab 1943 arbeitete er im Untergrund in Mailand an der Herausgabe der verbotenen KPI-Zeitung L’Unità mit und nahm am antifaschistischen Widerstand in Mailand und Rom teil. Von 1947 bis 1957 war er Chefredakteur von L’Unità. 1956 wählte der VIII. Parteitag der KPI ihn zum Mitglied des nationalen Sekretariats. Seit 1948 war Ingrao Parlamentsabgeordneter, 1968–1972 Fraktionsvorsitzender der Kommunisten. Im Zuge des „Historischen Kompromisses“ zwischen Kommunisten und Christdemokraten war er 1976–1979 Präsident der Abgeordnetenkammer, der er bis 1992 angehörte.
1966 trat Ingrao auf dem XI. Parteitag der KPI erstmals mit der Forderung nach einem Recht auf öffentliche Austragung von Meinungsverschiedenheiten in der nach dem Prinzip des „demokratischen Zentralismus“ organisierten Partei auf. In den folgenden Jahren wurde Ingrao Wortführer des linken Parteiflügels, der sich gegen die Tendenz der Parteimehrheit stellte, die die Programmatik der Umgestaltung der Gesellschaft zunehmend auf bloße Reformen reduzierte. Ingraos Flügel wandte sich aber auch gegen die „moskautreue“ und „orthodoxe“ Minderheitsströmung und übte scharfe Kritik am realen Sozialismus der Sowjetunion. Ingrao arbeitete mit Gruppierungen der neuen Linken wie dem Kreis der 1969 aus der KPI ausgeschlossenen Herausgeber der Tageszeitung Il Manifesto zusammen und forderte eine Öffnung der Partei zu den neuen Protestbewegungen. Starken Einfluss hatte er in der Gewerkschaftslinken, wo ihm zum Beispiel Fausto Bertinotti nahestand.
Auf dem letzten KPI-Parteitag im Februar 1991 gehörte Ingrao zu den Gegnern der von der Mehrheit betriebenen Umwandlung in die Demokratische Partei der Linken, deren Mitglied er dennoch bis 1993 blieb. Anfang März 2005, wenige Wochen vor seinem 90. Geburtstag, schloss Ingrao sich der Rifondazione Comunista an. In seinem Beitrittsgesuch unterstützte er insbesondere deren Eintreten für Gewaltfreiheit.
Er war ein leidenschaftlicher Liebhaber von Bach, der in seiner Jugend dem Filmemacher Visconti assistierte und noch im Alter zwei Lyrik-Bände herausbrachte.
Ingrao war seit 1944 mit Laura Lomdardo Radice (1912–2003) verheiratet und hatte fünf Kinder, von denen die beiden ältesten Töchter politisch auf der Linken aktiv sind.